# Latipleurosis benguelensis
Latipleurosis benguelensis is een keversoort uit de familie zwartlijven (Tenebrionidae). De wetenschappelijke naam van de soort is voor het eerst geldig gepubliceerd in 1867 door Deyrolle.